# TRADER
TRADER（トレーダー）は、東京都にある新品および中古のゲーム・DVD・Blu-rayソフト販売店。株式会社トレーダーが運営を行っている。

## 概要
トレーダーは1999年3月1日にメッセサンオーの中古販売部門を分離して有限会社トレーダーとして設立された。そのため、トレーダーとメッセサンオーは同じ一族が経営していた。2004年2月23日に株式会社に組織変更して商号を株式会社トレーダーに変更。同年11月2日、本社を東京都千代田区外神田三丁目15番7号第二丸信ビル3階から現住所に移転した。
2024年5月現在、秋葉原に2店舗を展開。また、通信販売による買取・販売も行っている。
2011年10月5日、メッセサンオーを運営する株式会社メッセサンオーを吸収合併することが『官報』に公告され、2012年1月16日をもって合併した。これに伴い旧メッセサンオー本店は「トレーダー秋葉原4号店TVゲーム館」、旧メッセサンオーPCゲーム館は「トレーダー秋葉原4号店PCゲーム館」、旧メッセサンオーカオス館は「トレーダー秋葉原4号店カオス館」にそれぞれ改称したが、秋葉原3号店との統合により2013年4月29日に閉店した。

## 店舗

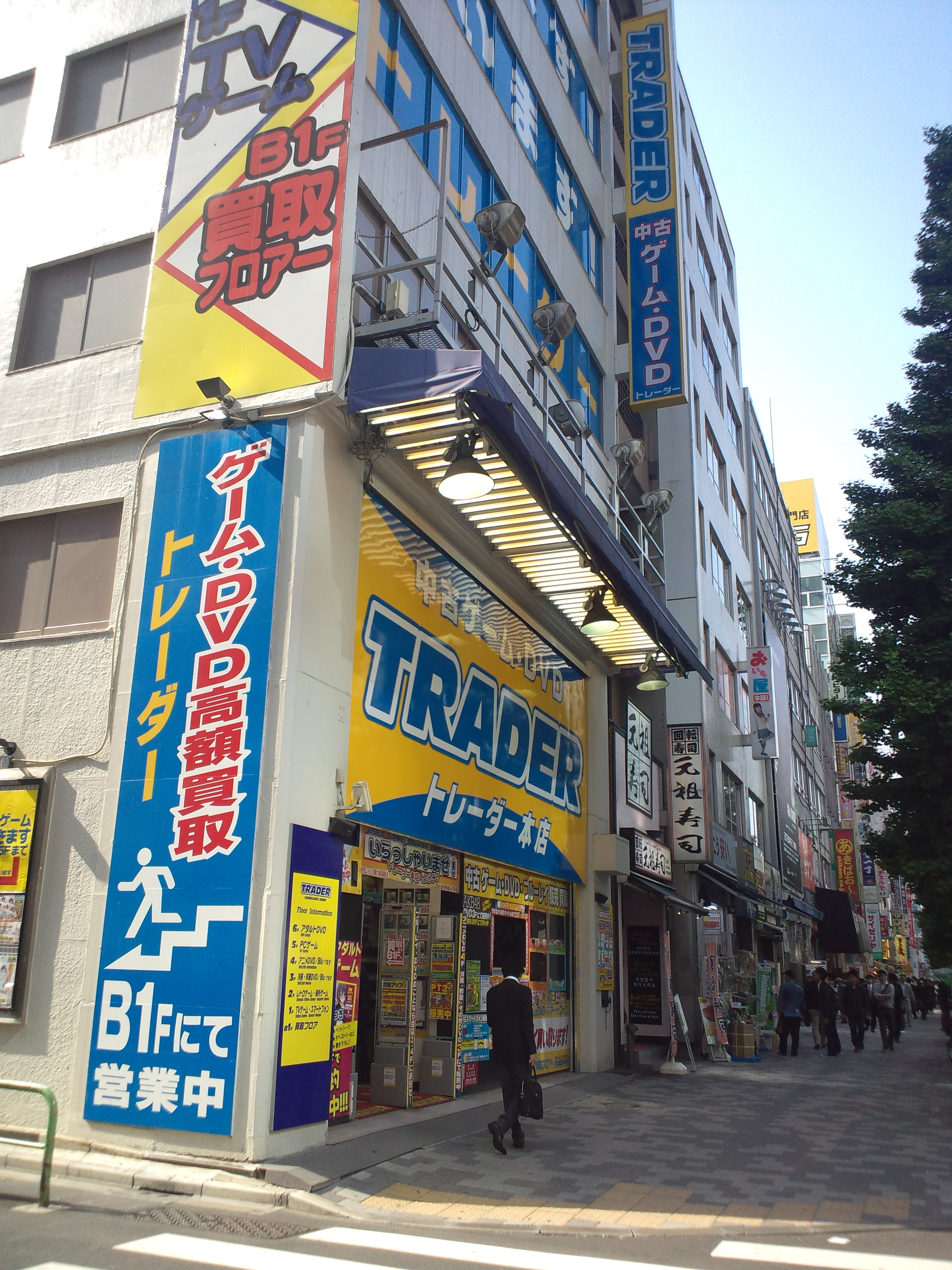
TRADER本店（2013年5月）

- 秋葉原本店 - 2009年7月8日、ソフマップ秋葉原本店アミューズメント館跡へ移転開店[8]。2024年5月23日、旧トレーダー3号店を建て替えたトレーダー本店ビルへ移転開店[9][10]。
- 秋葉原2号店 - 2006年2月24日、サトームセン駅前5号店跡へ移転開店[11]。

## かつて存在した店舗
- （旧）秋葉原本店 - 移転に伴い2009年6月21日閉店[8]。
- （旧）秋葉原2号店 - 移転に伴い2006年2月18日閉店[11]。
- （旧）秋葉原3号店（3号アダチ店） - 移転統合に伴い2013年4月29日に閉店。
- 秋葉原4号店 - 2012年1月16日にメッセサンオーを改装して開店。統合に伴い2013年4月29日に閉店。
- 新宿店 - 2002年10月19日、トライソフト新宿店跡に開店。2017年9月15日に閉店。
- 秋葉原3号店 - 2013年5月17日、（旧）秋葉原3号店と秋葉原4号店を統合して俺コンアキバ跡へ移転開店。同店の土地建物はトレーダーがスズデンから買収したものである[12]。旧メッセサンオーを引き継いでいる関係上、3号店のみ新品商品の取り扱いがあった。店舗ビル建て替えに伴い2021年11月30日に閉店。2024年5月23日に新本店としてリニューアルオープン[9][10]。
- 秋葉原本店 - トレーダー本店ビルへの移転に伴い2024年5月6日に閉店[13][10][14]。